# SMP Fórmula 4
O Campeonato SMP Fórmula 4 (também conhecido como Campeonato F4 NEZ by SMP Racing) é uma competição automobilística organizada segundo os regulamentos da Fórmula 4 da FIA. Ela fica na Zona Norte Europeia da FIA, que engloba a Rússia, os países bálticos, a Escandinávia, e mais tarde, os Países Baixos, sendo aberta apenas a pilotos dessas regiões.
A temporada inaugural se deu em 2015, mas depois de 2019, a SMP F4 perdeu a certificação da FIA. A competição foi transferida para a Rússia como uma categoria de apoio para a Russian Circuit Racing Series, com os pilotos disputando a Taça da Federação Russa de Automobilismo.
Houve planos para a reativação do campeonato em 2023, porém, não se obteve sucesso. O campeonato foi retomado em novembro de 2024, como um único evento do Autódromo de Sochi. Em 2025, o campeonato voltou à fórmula inicial, mas contando apenas com pilotos russos e autódromos locais.

## História
Gerhard Berger e a Comissão de Monopostos da FIA lançaram a Fórmula 4 da FIA em março de 2013, com o objetivo de tornar o acesso para a Fórmula 1 mais transparente. Além das regras esportivas e técnicas, os custos também seriam regulamentados. Para disputar uma categoria de F4, o carro não poderia exceder € 30.000 em valor de compra, e uma única temporada nessa competição não poderia exceder € 100.000 em custos. O SMP F4 foi um dos campeonatos a serem lançados na segunda fase de implantação de categorias de Fórmula 4, após a F4 Italiana e a F4 Sul-Americana, que tiveram início em 2014. A SMP F4 foi lançada pela SMP Racing, a Federação Russa de Automobilismo, Koiranen GP e AKK-Motorsport em 22 de julho de 2014.
Inicialmente restrita à Zona Norte Europeia da FIA, a competição permitiu a entrada de pilotos de outras regiões em sua segunda temporada. Após o fracasso no desenvolvimento de um campeonato de Fórmula 4 à parte na região de Benelux, a SMP F4 incorporou duas etapas dos Países Baixos , que fizeram parte de um Troféu Holandês de Fórmula 4, além de um festival independente. A MP Motorsport também operou carros junto com a Koiranen GP, que contou com todos os pilotos na temporada inaugural. Mas o campeonato foi dividido, após a saída da Koiranen GP em 2019, com essa equipe organizando a Fórmula Academy Finlandesa em 2018. A SMP continuou organizando o campeonato, do qual apenas pilotos russos puderam disputar o título de 2019.
Após anos de hiato, os ex-pilotos de Fórmula 1 Vitaly Petrov e Sergey Sirotkin se uniram à SMP para restabelecer o campeonato em 2024. Nesse ano, a competição contou apenas com uma prova realizada no Autódromo de Sochi, com dez pilotos correndo por 24 voltas. Para 2025, a SMP F4 transcorreu de forma semelhante ao que era realizado em seus primeiros anos, assim como às outras categorias de Fórmula 4 existentes.

## Carro
O campeonato conta com carros projetados pela Tatuus. Os modelos foram construídos em fibra de carbono e apresentam um chassi monocoque. O motor é um Abarth 1.4 turbo, o mesmo da F4 Italiana.

## Campeões
| Temporada | Piloto               | Equipe                       | Poles | Vitórias | Pódios | V.M.R. | Pts.  | Conquistado em   | Margem |
| --------- | -------------------- | ---------------------------- | ----- | -------- | ------ | ------ | ----- | ---------------- | ------ |
| 2015      | Niko Kari            | N/A                          | 4     | 7        | 19     | 9      | 449   | Corrida 18 de 21 | 153    |
| 2016      | Richard Verschoor    | N/A                          | 10    | 11       | 16     | 9      | 339   | Corrida 17 de 20 | 69     |
| 2017      | Christian Lundgaard  | MP Motorsport                | 7     | 10       | 14     | 10     | 292   | Corrida 18 de 21 | 74     |
| 2018      | Konsta Lappalainen   | Kart in Club Driving Academy | 4     | 7        | 15     | 4      | 316   | Corrida 21 de 21 | 41     |
| 2019      | Pavel Bulantsev      | SMP Racing                   | 9     | 5        | 11     | 5      | 254   | Corrida 13 de 13 | 30     |
| 2024      | Yaroslav Shevyrtalov | Dronov Motorsport            | 1     | 1        | 1      | 1      | [ d ] | Corrida 1 de 1   | [ d ]  |

## Circuitos
- Em negrito são circuitos incluídos na temporada 2025

| Circuitos                | Rodadas | Anos            |
| ------------------------ | ------- | --------------- |
| Moscow Raceway           | 8       | 2015–2019, 2025 |
| Circuito de Ahvenisto    | 4       | 2015–2018       |
| Autódromo de Sóchi       | 3       | 2015–2017, 2024 |
| Circuito de Alastaro     | 3       | 2015, 2018–2019 |
| Auto24ring               | 3       | 2015, 2017      |
| Smolensk Ring            | 3       | 2017–2019       |
| Circuito de Zandvoort    | 2       | 2016            |
| Circuito de Assen        | 2       | 2017–2018       |
| Circuito NRING           | 2       | 2018–2019, 2025 |
| Autódromo de Moscou      | 2       | 2018–2019       |
| Autódromo de Anderstorp  | 1       | 2016            |
| Kazan Ring               | 1       | 2019, 2025      |
| Autódromo de Fort Grozny | 1       | 2019, 2025      |
| Igora Drive              | 0       | 2025            |